# گل‌سپاسی بی‌ساقه
گل‌سپاسی بی‌ساقه (نام علمی: Gentiana acaulis) نام یک گونه از سرده گل‌سپاسی است.